# Catopuma
Catopuma po starijoj klasifikaciji je rod sastavljen od dvije azijske vrste malih mačaka, bornejske (C. badia) i azijske zlatne mačke (C. temminckii). Obje vrste ovih mačaka danas se vode pod rod Pardofelis u potporodici Pantherinae.
Obe su tipično crvenkasto-smeđe boje, te imaju tamnije obojenu glavu. Nastanjuju šumovita područja jugoistočne Azije, s tim da je bornejska mačka ograničena na otok Borneo. Ispočetka se za ove dvije mačke smatralo da su podvrste iste životinje, ali nedavne genetske analize su potvrdile da su one ustvari zasebne vrste.
Ove dvije vrste su se odvojile jedna od druge prije 4.9-5.3 milijuna godina, puno prije nego što se Borneo odvojio od susjednih otoka. Njihov najbliži rođak je mramorna mačka, od koje se zajednički predak roda Catopuma odvojio prije oko 9.4 milijuna godina.

## Vanjske poveznice
Ostali projekti
|  | Wikivrste imaju podatke o taksonu Catopuma |